# 戸上村
戸上村（とのうえむら）は、大分県大野郡にあった村。現在の豊後大野市、臼杵市の一部にあたる。

## 地理
大野川・三重川の右岸、野津川の下流域一帯に位置していた。

## 歴史
- 1889年（明治26年）4月1日、町村制の施行により、大野郡烏岳村、千塚村、藤小野村、西寒田村、柚野木村、久原村、大寒村が合併して村制施行し、戸上村が発足[1][2]。旧村名を継承した烏岳、千塚、藤小野、西寒田、柚野木、久原、大寒の7大字を編成[2]。
- 1955年（昭和30年）3月28日、大野郡犬飼町、長谷村と合併し、犬飼町が存続して廃止された[1][2]。

## 産業
- 農業[2]